# Anthophora plumipes
Espèce
Anthophora plumipes est une espèce d'abeilles sauvages de la famille des apidés appelée l’Anthophore aux pattes poilues. C'est une abeille solitaire, à longue langue qui butine généralement les fleurs à corolles profondes (lamiacées, fabacées, boraginacées).

## Description
Avec une pilosité importante, cette espèce ressemble à un bourdon des champs, mais elle vole plus rapidement. La longueur du corps atteint 14 à 16 mm. L'aile possède 3 cellules cubitales de même taille.
Le dimorphisme sexuel est important : les poils tirent vers le gris chez le mâle alors que les femelles sont brunes ou noires. Les pattes médianes des mâles sont très allongées avec de longues franges de poils sur les tarses. La langue est longue et fine, ce qui leur permet de visiter des fleurs à corolle tubulaire.
Le mâle brun possède une marque blanc crème sur la face : le clypeus et le labre sont très clairs. Il est facilement reconnaissable par ses poils aux pattes médianes. Il patrouille autour des fleurs et poursuit les femelles. Ce comportement territorial est essentiellement limité à des zones fleuries.

La femelle est noirâtre ou brune sauf les brosses à pollen orange sur les pattes postérieures.
Le nid peut être approprié par l'abeille-coucou Melecta albifrons.

## Période de vol
Mars à juin mais surtout en avril-mai. Anthophora plumipes fait partie des premiers hyménoptères à butiner.

## Habitat et distribution
C'est une espèce commune des milieux ouverts qui nidifie en creusant des galeries dans des talus argileux ou dans le mortier friable des constructions. L'extrémité de ces galeries est ramifiée en plusieurs cellules ovoïdes tapissées d'une sécrétion blanche. À l'intérieur des cellules de nidification du miel et du pollen sont stockés.
Cette espèce est largement répartie. On la trouve presque partout en France mais aussi en Angleterre, en Allemagne...

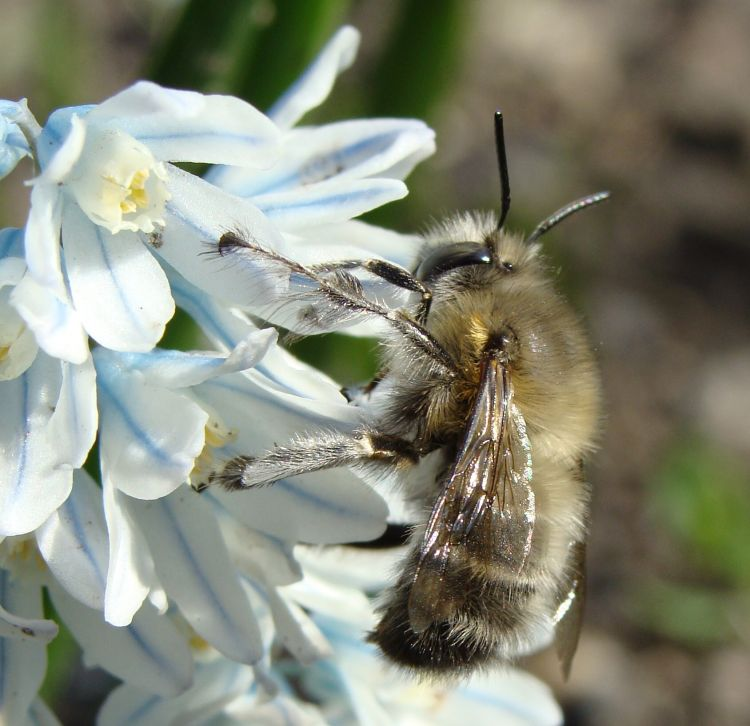
Anthophora plumipes
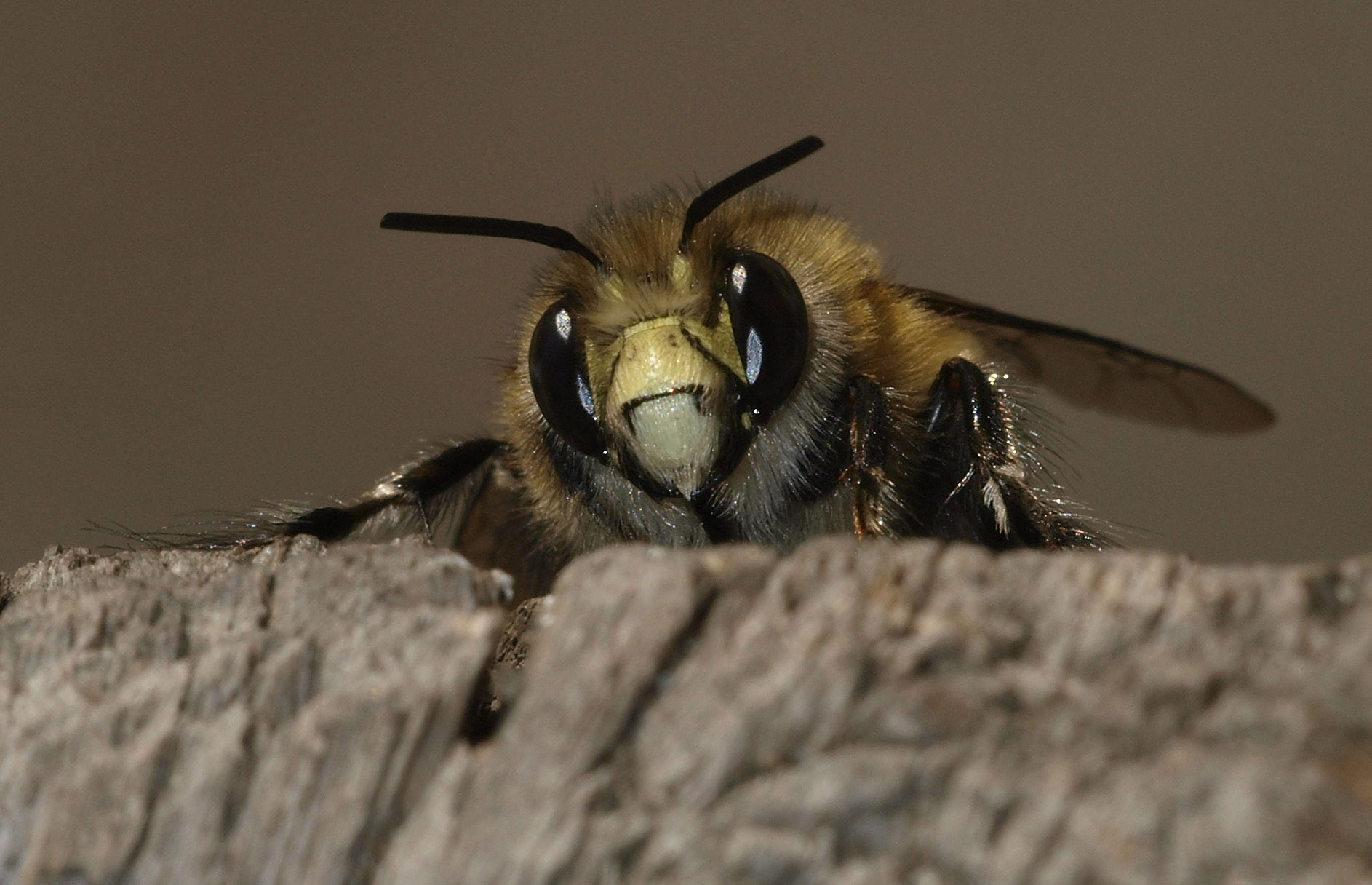
Un mâle
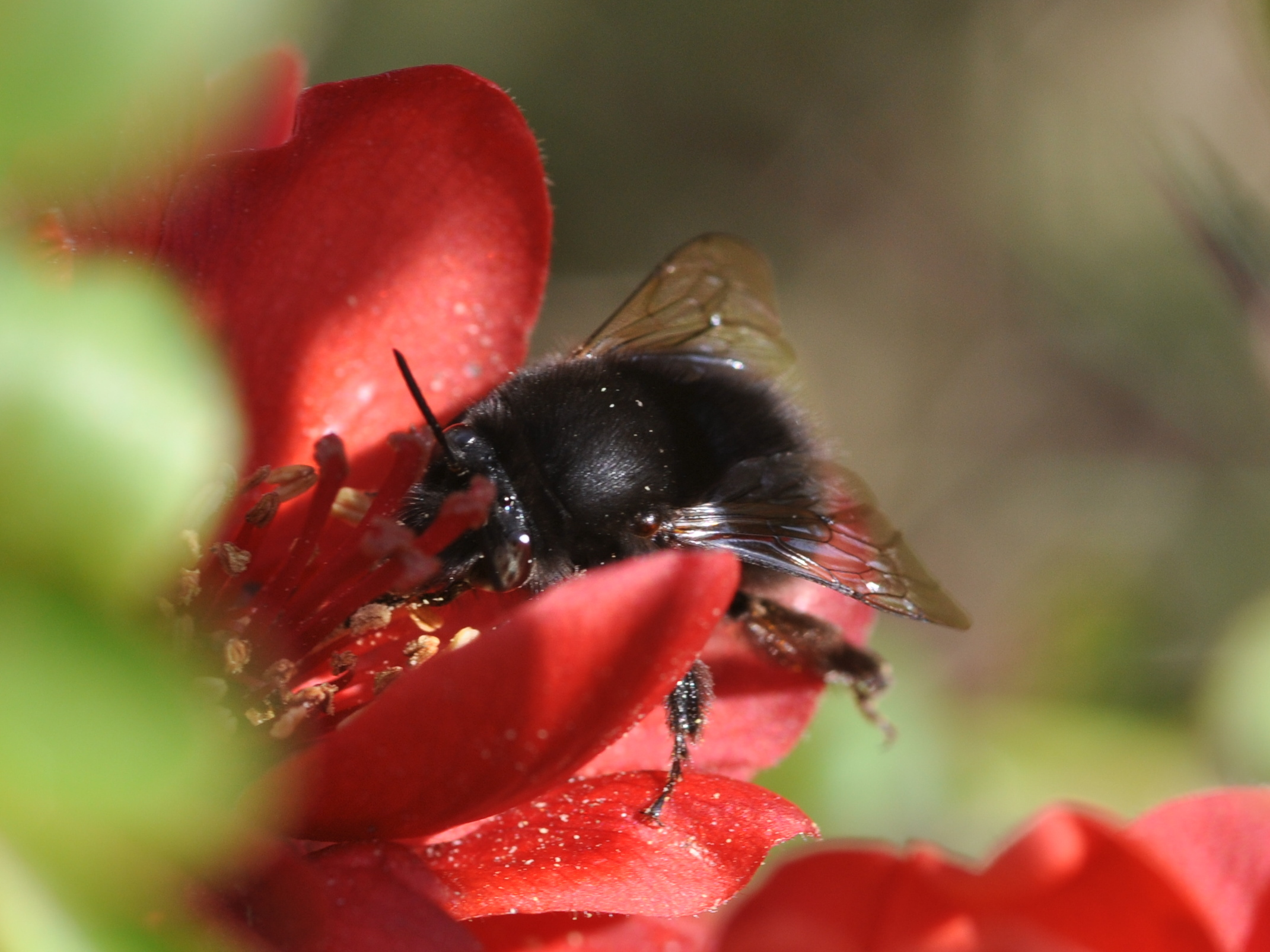
Femelle noire
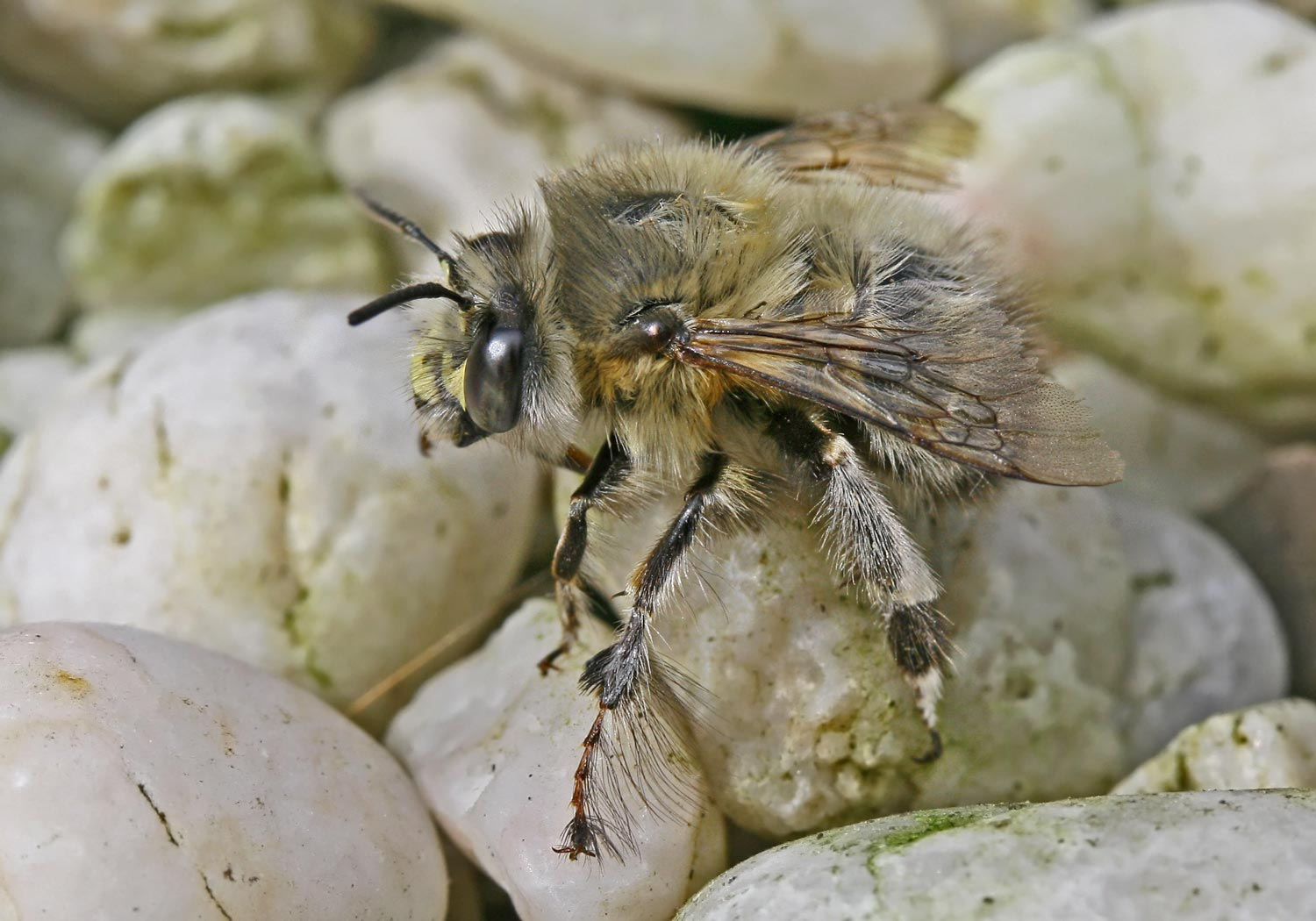
Vieux mâle

|                                                                         |                     |                                                                            |
| Mâle doté de longues pattes médianes ornées de franges sur le métatarse | Anthophora plumipes | Cette abeille, munie d'une longue langue, peut visiter les fleurs tubulées |